# Hippophae rhamnoides
Hippophae rhamnoides (Espinheiro-marítimo, espinheiro-cerval-marinho, falso-espinheiro, espinheiro-amarelo ou espinho-cerval-marítimo)  é uma planta do género Hippophae, da familia Elaeagnaceae, comum nos litorais atlânticos da Europa. É um arbusto espinhoso de bagas comestíveis.

## Distribuição e habitat
É nativa da Europa, Ásia Menor e do Cáucaso onde cresce em solos arenosos, dunas e à beira-mar, onde com frequência forma matagais.
É a espécie de espinheiro cerval (Hippophae) mais comum sobretudo na faixa atlântica europeia e no noroeste da China. Na Europa encontra-se  ao longo da costa, onde os ventos espalham ar cheio de sal, o que evita que outras plantas se desenvolvam, mas na Ásia central encontra-se em zonas áridas e semi-desérticas, onde outras  plantas não sobrevivem à seca; na  Europa central e na Ásia tende a ser um arbusto sub-alpino acima da linha de árvores nas montanhas, e outras áreas húmidas como as margens e bancos de areia dos rios.

## Descrição
É um arbusto espinhoso que atinge 1-3 metros de altura. Tronco e braças de cor castanho-clara e escamosa. Tem uma copa densa e tronco direito com muitos espinhos. As folhas são muito distintas, duma cor cinza-prateado pálida, lanceoladas, de 3-8 cm de lonjura e menos de 7 mm de largura, prateadas na parte inferior. É uma planta dioica, com espécimes masculinos e femininos. As plantas masculinas produzem flores carmesins, que libertam grande quantidade de pólens que o vento se encarrega de espalhar. As flores são pequenas, unissexuais, de cor verde e formando longos cachos. A planta feminina produz uma espécie de falsas bagas de 6-9 mm de diâmetro, sendo na realidade aquénios de cor alaranjada circundados dum cálice carnoso que lhes dá aspecto de drupa. São frutos moles e suculentos, com alto conteúdo de vitamina C (120mg por 100g); algumas variedades têm um grande conteúdo de vitamina A, vitamina E, e óleos essênciais. São uma importante fonte de alimentação para os passaros durante o Inverno, especialmente para os tordos e melros. As folhas são a base da nutrição da larva da avelã costeira, da espécies Eupithecia fraxinata (Eupithecia innotata f. fraxinata - a aveleira dos freixos). Utilizam-na também como alimento, as larvas doutras lepidópteros incluindo as Euproctis chrysorrhoea, Cosmia trapezina, Saturnia pavonia, Erannis defoliaria e Coleophora elaeagnisella. 

## Usos
As bagas do espinheiro-marítimo são comestíveis e nutritivas, mas muito amargas e adstringentes, pelo que consumidas cruas não são muito palatáveis, excepto se muito maduros (uma vez seco redúz-se a adstringência) e/ou misturado com frutos mais doces como maçãs ou as uvas. Também se podem utilizar para facer geleias ou compotas. A industria de consumo utiliza as bagas do espinheiro-marítimo para fabricar doces, sumos, cosméticos, e licores. O óleo obtido das bagas tem numerosos usos. Utiliza-se como medicina curativa de numerosas doenças relacionadas com ulcerações e inflamações como feridas gangrenosas, esofagite, úlceras pépticas, colite ulcerosa, e cervicite. Cosmonautas Russos por exemplo, consumiram-nas em órbita.
A colheita das bagas é dificil devido aos espinhos da planta. Uma técnica comúm de colheita é a de retirar a braça inteira, mas isto danifica o arbusto e reduz a produtividade de futuras colheitas. Durante a Guerra-fria, horticultores Russos e da Alemanha Oriental desenvolveram novas variedades com alto valor nutricional, grandes bagas, diferentes épocas de maturação e braças facilmente recolhíveis.
O espinheiro cerval marítimo é também uma planta ornamental muito popular nos jardins, particularmente como sebes e barreira para abrigar hortos e leiras. São também usadas como arranjos florais em floristas.
Durante centenas de anos, as populações do sudeste Asiático têm usado esta planta para preservar e tratar vários alimentos.
Mais recentemente, o espinheiro cerval marítimo tem sido usado como ingrediente de suplementos nutricionais para fins comerciais.

### Propriedades
- Proporciona abundante vitamina C.
- Estimulador do apetite, reduce a astenia, indicado contra o escorbuto.

## Sinonímia
- Elaeagnus rhamnoides (L.) A.Nelson
- Rhamnoides hippophae Moench[2]